# Хосні Мубарак
Хо́сні Муба́рак (повне ім'я: Муха́ммед Хо́сні Сайїд Муба́рак; араб. محمد حسنى سيد مبارك, англ. Hosni Mubarak; нар. 4 травня 1928, Кафр ель-Мусайлаха — 25 лютого 2020, Каїр) — четвертий президент Єгипту з 14 жовтня 1981 року по 11 лютого 2011 року.
Хосні Мубарака було призначено віцепрезидентом Єгипту після тривалої служби в Єгипетських ВПС. Згідно з Конституцією його було призначено президентом після того, як президента Садата вбили на військовому параді 6 жовтня 1981 року. 11 лютого 2011 року подав у відставку внаслідок Революції в Єгипті, передавши владу Вищій раді збройних сил. Відбув кількарічне ув'язнення за звинуваченням у корупції та перевищенні повноважень, звільнений 2017 року. Наприкінці правління статки Мубарака та його сім'ї оцінювали на суму від 1-5 до 40-70 млрд $.

## Життєпис
Хосні Мубарак народився 4 травня 1928 року в селі Кафр ал-Мусайлаха округи (марказу) Шибін-ель-Кум губернаторства (мухафази) Мінуфія, розташованому в одному з найбільш густонаселених районів країни на північний захід від Каїра. Його батько ас-Саїд Ібрагім Мубарак служив чиновником у судовій системі повітових і окружних центрів, а потому протягом майже двох десятиліть у губернському суді в місті Шибін-Ель-Комі. Після Липневої революції 1952 року ас-Саїда Ібрагіма Мубарака було переведено до Каїру у Міністерство юстиції на посаду інспектора.
Початкову освіту Мухаммед Хосні здобув у рідному селі, а середню — в школі повітового міста Шибін-ель-Кума. Люди, що знали Хосні у шкільні роки, відмічають, що він був рішучим, ініціативним підлітком, що серйозно ставився до справ і в усьому звик покладатися виключно на власні сили. Учитель арабської мови в школі Шибін-ель-Кума згадував про те, що майбутній президент швидко виконував домашні завдання й захоплювався спортом.
Після закінчення середньої школи Мубарак пішов на військову службу. Він скінчив Військову академію в Каїрі, де отримав ступінь бакалавра воєнних наук 1949 року. У наступному, 1950 році, Хосні Мубарак вступив до Академії ВПС у місті Білбейс, де здобув ступінь бакалавра авіаційних наук, і 1952 року його було призначено в ескадрилью винищувачів, а незабаром переведено в бомбардувальну авіацію. Декілька років він був інструктором в Академії ВПС. Брав участь у невдалих для Єгипту бойових діях у жовтні 1956 року проти Великої Британії, Франції та Ізраїлю. У 1959—60 роках навчався у СРСР, засвоїв бомбардувальник Іл-28 у навчальному авіаційному полку у Фрунзе. Потім там же навчався польотам на важкому бомбардувальнику Ту-16. У 1962—63 роках брав участь у Громадянській війні в Ємені у складі єгипетського контингенту, командував бомбардувальною ескадрильєю. У 1964—65 роках закінчив ад'юнктуру в Військовій академії імені М. В. Фрунзе в Москві. Від 1965 року командував авіаційною бригадою й був начальником авіабази в Каїрі.
Хосні Мубарак брав участь в Арабо-ізраїльській війні 1967 року, коли авіація Єгипту зазнала катастрофічної поразки й була майже повністю знищена. Від 1967 року — начальник Академії Повітряних сил, здійснив перебудову навчального процесу Академії з метою суттєвого збільшення числа підготовлених льотчиків. 1970 року Мубарака було призначено Начальником штабу Єгипетських ВПС. На цьому посту він керував декількома успішними бойовими операціями ВПС у 1970—72 роках, у ході Війни на виснаження між Єгиптом та Ізраїлем. 1972 року став командувачем Військово-повітряних сил Єгипту і заступником міністра оборони Єгипту. У жовтні 1973 року керував бойовими діями Єгипетських ВПС у ході Війни Судного дня, також відомої як Війна 10-го рамадану. Тоді вперше єгипетські ВПС здобули низку значних перемог над ізраїльськими ВПС. Хоча до закінчення війни Ізраїлю вдалося перехопити ініціативу, дії єгипетської авіації було визнано успішними, що принесло Мубараку славу національного героя. 1974 року його возвели у чин головного маршалу авіації.
У квітні 1975 року за рішенням Президента Єгипту Анвара Садата Мубарака було призначено віцепрезидентом Єгипту, а 1978 року обрано також заступником Голови Національно-демократичної партії. До того часу Мубарак не брав участь у політичній діяльності. Рішення Садата багато хто розцінив як прагнення мати опору в особі політично незаангажованого, не замішаного в корупції й популярного у народі високопоставленого військовика.
У момент вбивства президента Садата 6 жовтня 1981 року Мубарак перебував на трибуні поруч з ним, але істотно не постраждав. Відповідно до Конституції Єгипту за декілька днів він посів президентський пост і головування Національно-демократичною партією.
За роки свого президентства Хосні Мубарак став одним з найвпливовіших і найвизначніших державних лідерів Близького Сходу. Прийшовши до влади в країні, яка перебувала в ізоляції до решти арабського світу, СРСР та інших країн ОВД, мала невирішені конфлікти з багатьма державами-сусідами, Мубарак зумів поновити позиції Єгипту на міжнародній арені. Двічі (у 1989 та 1993 роках) він обирався Головою Організації Африканської Єдності. Були також поновлені дипломатичні відносини зі всіма арабськими країнами.
1991 року Мубарак підтримав рішення США провести військову операцію зі звільнення окупованого Іраком Кувейта, закликав зробити те ж саме інші арабські держави й спрямував значний єгипетський військовий контингент для участі в операції «Буря в пустелі».
Дружина Хосні Мубарака — Сюзанна Мубарак. Подружжя має двох синів.
Хосні Мубарака нагороджено вищими єгипетськими орденами «Військова зірка честі» (1973), «Зірка Синаю» (1973), «Намисто Нілу» (1974), іншими державними орденами, медалями й нагородами. Практично всі нагороди він отримав під час військової служби. За 27 років президентства Мубарака нагороджували лише ювілейними знаками і нагородами іноземних держав. Спочатку Хосні Мубарак подеколи з'являвся у військовій формі суто на військових заходах, наприкінці правління Президент Єгипту носив винятково цивільний європейський костюм.
24 лютого 2020 р. адвокат повідомив, що Мубарак перебуває в реанімації: після операції на кишці у нього виникли проблеми зі здоров'ям.
Помер 25 лютого 2020 року в Каїрі, Єгипет. На момент смерті йому виповнився 91 рік.

## Єгипет за Хосні Мубарака
Мубарак відразу по приході до влади здійснив ряд заходів для боротьби з корупцією. Судили багатьох членів з оточення, а також членів родини колишнього президента Анвара Садата, деяких високопосадовців.
Президент Мубарак переобирався на чільний пост більшістю голосів на референдумах 1987, 1993 та 1999 років. Щоправда, голосування відбувалось лише по одній кандидатурі, яку висували Народні збори, за що Єгипет не раз піддавався критиці з боку держав сталої демократії. Необхідність же референдумів обґрунтовувалась збереженням надзвичайного стану в країні, викликаного загостренням ісламської проблеми через діяльність радикальних організацій.
Мубарак переглянув політику Садата у відносинах з опозицією. Із тюрем були звільнені сотні членів опозиційних організацій, пом'якшені умови діяльності опозиційних партій, їм дозволили видавати власні друковані органи.
Водночас Мубарак відомий як жорстокий борець із проявами ісламського фундаменталізму в Єгипті. Низку радикалістських організацій було розгромлено, а деяких їхніх членів страчено. Зокрема, після показового судового процесу на смерть скарали учасників убивства президента Садата.
У відповідь на ці рішучі заходи вже 1982 року фундаменталісти засудили Мубарака до смерті. На Хосні було скоєно шість замахів на його життя. Відомими широкій громадськості стали два з них — так, 1995 року під час візиту до Ефіопії в Аддис-Абебі його автомобіль обстріляли з автоматичної зброї, а 1999 року на одному з виступів Мубарака йому спробували завдати ножового удару. У обох випадках Мубарак не постраждав.
2005 року було прийнято поправки до Конституції країни, завдяки яким партії отримали право висувати своїх кандидатів на пост Президента. Перші президентські вибори за новою системою відбулися 7 вересня 2005 року. Хосні Мубарак на них здобув приголомшуючу перемогу, як і очікувалося. Втім, законність цих виборів була поставлена під сумнів через навалу задокументованих порушень.

### Повернення Єгипту до Ліги Арабських держав
Єгипет був єдиною країною в історії Ліги Арабських держав, яку позбавили членства з причини ухвалення мирної угоди з Ізраїлем (Кемп-Девідські угоди) у 1979 році. Однак 1989 року Мубарак добився поновлення членства Єгипту в Лізі. У теперішній час Єгипет є одним із найавторитетніших членів Ліги.

### Економічні зміни
У сфері економіки Мубарак досяг скорочення державного зовнішнього боргу більш ніж вдвічі, значного зростання ВВП, збільшення обсягів іноземного туризму. За індексом розвитку людини Єгипет займає 111-те місце в переліку зі 177 країн. Така низька позиція пояснюється наявністю низки соціальних проблем, таких як високий рівень безробіття і корупція. Однак після призначення нового Кабінету Міністрів на чолі з Ахмедом Назіфом у липні 2004 року в економіці намітились позитивні зрушення.
Так, за висновками 2004/2005 фінансового року Єгипетська фондова біржа показала краще відсоткове зростання серед ринків країн, що розвиваються. Тим не менше, Мубарак піддавався критиці за те, що віддає перевагу великому капіталу і приватизації на шкоду правам робітників.

### Спадковість
Починаючи від 2000 року молодший син Мубарака, Гамаль, неодноразово призначався на все більш високі посади в Національно-демократичній партії. Він вважається прихильником нового покоління неолібералів. Через зростаючу популярність Гамаля та поширення його впливу циркулювали чутки, що саме він стане наступником батька у президентському кріслі. Однак це декілька разів публічно спростовувалось як Президентом, так і власне Гамалем Мубараком. Багато хто був упевнений, що подібна спадкова передача влади фактично означатиме псевдо-монархію.

### Протести 2011 року
На початку 2011 року в низці арабських країн почалися масові антиурядові протести, спричинені економічними та соціальними проблемами. Натхненником хвилі заворушень став Туніс, де внаслідок народних виступів було повалено президента бен Алі. 25 січня 2011 кілька тисяч людей в Каїрі вийшли з вимогою відставки Хосні Мубарака.
Протести в Єгипті тривали 18 діб.
11 лютого 2011 року президент Єгипту Хосні Мубарак пішов у відставку; перед відходом Мубарак доручив керувати країною Вищій раді збройних сил, яку очолював міністр оборони Мухаммед Хусейн Тантаві.